# Amigos Novos e Antigos
"Amigos Novos e Antigos" é o sexto álbum de estúdio gravado pela cantora Vanusa. Divagando anteriormente entre músicas mais populares, no ano 1975 a cantora se aproxima do mundo da MPB, alavancando um de seus maiores sucessos: o hit "Paralelas", do então desconhecido compositor cearense Belchior. 

## Faixas
| Lado 1 |                          |                         |         |  |
| N.º    | Título                   | Compositor(es)          | Duração |  |
| 1.     | "Paralelas"              | Belchior                | 3:09    |  |
| 2.     | "Rotina"                 | Vanusa, Mário Campanha  | 2:53    |  |
| 3.     | "Amigos Novos E Antigos" | João Bosco, Aldir Blanc | 2:55    |  |
| 4.     | "Cinema Mudo"            | Carlinhos Vergueiro     | 2:30    |  |
| 5.     | "Congênito"              | Luiz Melodia            | 3:53    |  |
| 6.     | "Moleque"                | Daniel                  | 4:32    |  |

| Lado 2 |                                |                                   |         |  |
| N.º    | Título                         | Compositor(es)                    | Duração |  |
| 1.     | "Amor Desempregado"            | Antônio Marcos, Mário Marcos      | 3:12    |  |
| 2.     | "Espelho"                      | Vanusa, Sérgio Sá                 | 3:28    |  |
| 3.     | "Muros de Alecrim"             | César Costa Filho, Jésus Rocha    | 3:45    |  |
| 4.     | "Coração Ameriano"             | Fagner, Antônio Marcos            | 3:04    |  |
| 5.     | "Outubro"                      | Milton Nascimento, Fernando Brant | 3:10    |  |
| 6.     | "Vinho Rosé da Rainha sem Rei" | Gabino Correa, Vanusa             | 3:07    |  |